# Mont Saint-Loup

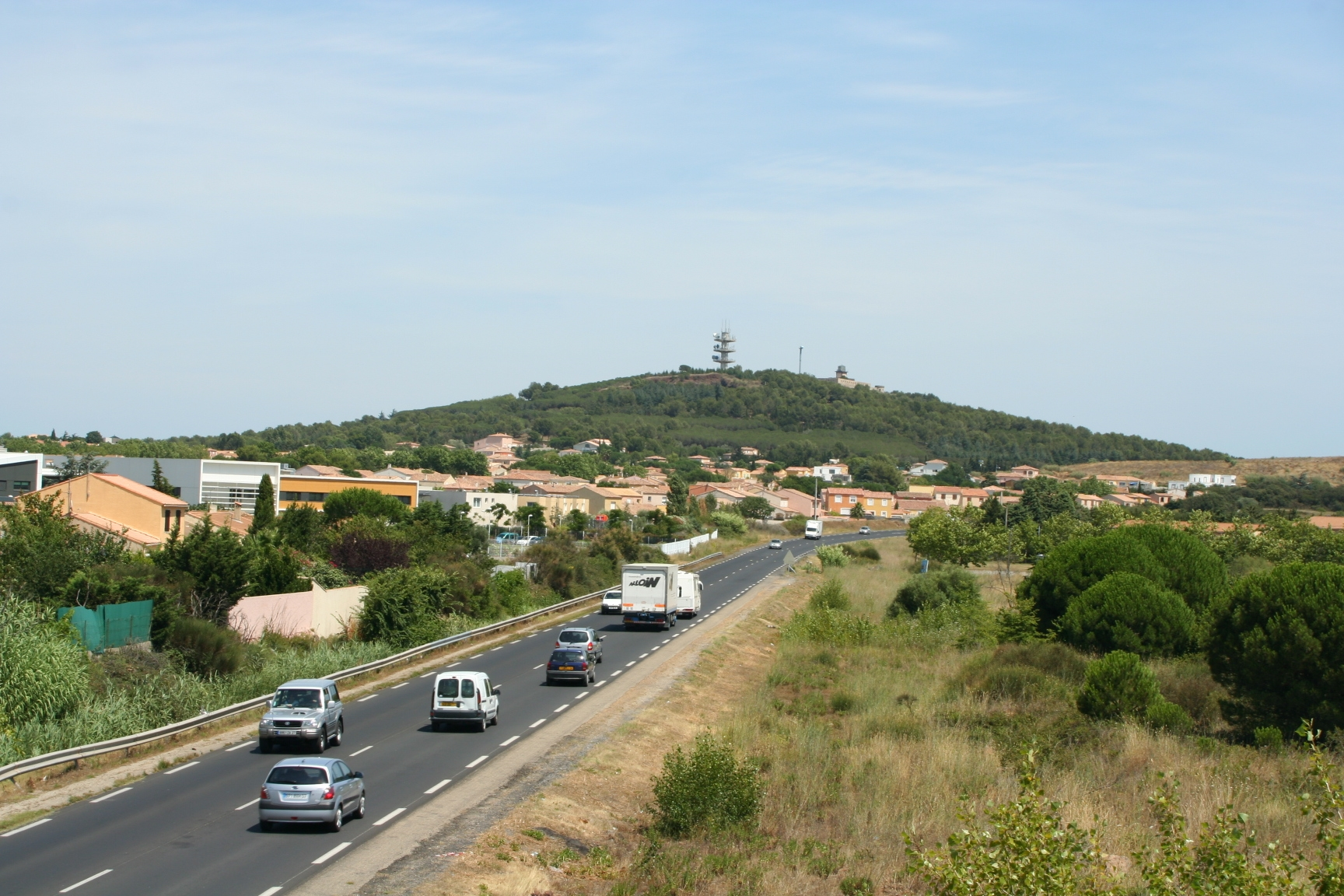
Uitzicht op de Mont Saint-Loup in Agde.

De Mont Saint-Loup is een vulkanische heuvel van 111 meter hoog in het Franse departement Hérault, in het achterland van Cap d'Agde. Het is een uitgedoofde vulkaan.
Op de top van de Mont Saint-Loup werd een fort gebouwd. Op de flanken bevinden zich steengroeven voor de exploitatie van de vulkanische gesteenten.